# 永田竹丸
永田 竹丸（ながた たけまる、本名・ ながた みよまる、男性、1934年（昭和9年）5月11日 - 2022年10月19日）は、日本の漫画家。多くの漫画家を住んだトキワ荘（東京都豊島区）に新宿区の実家から通って他の漫画家と合作・交流した「通い組」の一人で、練馬区にも仕事場を構えていた。
東京府（現在の東京都）出身。武蔵野美術大学中退。義父は漫画家の芳賀まさお。妻は芳賀の娘の元漫画家の芳賀けいこ。

## 人物
中学一年生の時から『漫画少年』の常連投稿者で、森安なおやに誘われる形で田河水泡に師事する。その後『新漫画党』にも参加した。
端正な画風とほのぼのとしたストーリーで、1950年代を中心に人気漫画家となった。当時、漫画で初めてスクリーントーンを導入した人物としても知られ、その後は漫画家仲間の間であっという間に浸透したという。
1960年、『ピックルくん』で第1回講談社児童まんが賞を受賞した。
1960年代中盤は、日本基督教団の冊子に、代表作となった『おにいちゃん』を長期にわたり連載する。この時期にはTCJ（現・エイケン）やピー・プロダクションに在籍していたこともある。
1968年から約5年間は藤子スタジオに勤務し、藤子不二雄のチーフアシスタントを務めながら細々と自作の幼年向け漫画を執筆していた。
山根青鬼、山根赤鬼とともに田河水泡の『のらくろ』の漫画執筆権を譲り受けた正統継承者である。
2022年10月19日、老衰のため、死去。88歳没。弟子のむかいさすけに頼まれて描いた、男性に花を渡す女性の色紙が遺作となったが、色塗りまでは至らなかった。

## 主な作品
- おにいちゃん（日本キリスト教団出版局）
- 学用品とぼく（学童社『漫画少年』、1953年）[8]
- ぴょっこりルルくん（講談社、『たのしい四年生』、1958年）[9]
- ロボットS1号（講談社『たのしい三年生』、1958年頃）[10]
- ロボット少年アップルくん（講談社、『たのしい三年生』、1959年）[11]
- ピックルくん（講談社、1960年）
- 山のたあちゃん（講談社、『たのしい三年生』、1960年 - 1961年頃）[12][13]
- よっちゃん（講談社、『たのしい幼稚園』、1961年）[14]
- 冒険コロボックル（講談社『テレビマガジン』、1973年）
- ジムボタン（講談社『テレビマガジン』、1974年）
- シンちゃん（私家版、1975年頃）[15][16]
- キャラとメル（『東京新聞』サンデー版、1981年）[3]
- トキワ荘青春物語（蝸牛社、B5判 1987年6月発行 / A5判 1989年5月発行 / 文庫版 1995年12月発行）

「手塚治虫＆13人」名義として共著
- 『まんが横町の住人たち 私の出会った漫画家とその世界』ペップ出版、1989年3月。ISBN 978-4-8935-1348-9。
- おっと！おヨメちゃん（ゆう・もあ漫画館、1990年11月発行）[17]
- ものしりママのチエ子さん（芳文社、1993年1月発行）
- シンセツくん（講談社『テレビマガジン』・小学館『てれびくん』、連載年未詳） - 「小さな親切運動」紹介ページで連載された[18]。
- 小学生の英語教室（発行年未詳） - 本文イラスト担当[19][信頼性要検証]

## エピソード
- 藤子不二雄Aの『まんが道』では、実家の庭に離れ家を作ってもらい羨ましがられる、というくだりがあるが、実際には母屋の損傷が激しく、部屋のほとんどが使い物にならなかったためにやむなく離れ家を建ててもらったという。
- 漫画にスクリーントーンを初めて使った人物ではあるが、後進の漫画家達がスクリーントーンを多用することを批判している。
- 唐沢なをきの漫画『電脳なをさん』で『おにいちゃん』のパロディが描かれたことがある[20]。

## アシスタント
- たちいりハルコ
- 遊人

## その他
- 藤子・F・不二雄大全集『新オバケのQ太郎』4巻（2012年、小学館） - 解説を執筆。

## 登場する作品
- 銀河テレビ小説『まんが道 青春編』（NHK総合、1987年7月 - 8月） - 演：西山浩司